# ジョン・ランチベリー

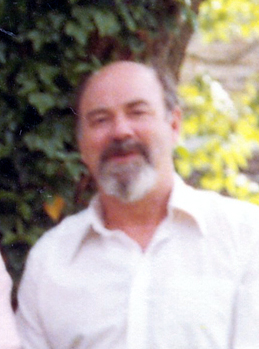
ジョン・ランチベリー

ジョン・ランチベリー（John Arthur Lanchbery、1923年5月15日 - 2003年2月27日）は、イギリス・ロンドン出身の作曲家・指揮者である。主にバレエ音楽の分野で活躍し、舞台の指揮やバレエ音楽の編曲で名高い。

## 生涯
1923年にロンドンで生まれ、8歳からヴァイオリンのレッスンを始め、作曲を手掛けるようになった。奨学金を受けて王立音楽アカデミーへ進んだが、第二次世界大戦の勃発によって中断せざるを得なくなった。学業に戻った後、アングロ・ソビエト音楽新聞（Anglo Soviet Music Press）という音楽出版社でアルバイトに従事した。
25歳のとき、メトロポリタン・バレエ団の音楽監督に就任し、2年間その地位を務めた。1951年、同年に死去したコンスタント・ランバートの後任としてサドラーズ・ウェルズ・バレエ団の指揮者となり、1960年から1970年まで、ロイヤル・バレエ団の首席指揮者を務めた。1972年から1978年にかけてオーストラリア・バレエ団（en:The Australian Ballet）の音楽監督、1978年にアメリカン・バレエ・シアターに移籍して1980年まで音楽監督を歴任した。その後はフリーランスの立場となって、世界各地でバレエ音楽の編曲家や舞台の指揮者として活動した。
ランチベリーは、オペラ作品のバレエ化（ホフマン物語、メリーウィドウ、こうもり）を手掛けた最初の人物だった。1960年代には映画音楽の作曲に関わり、1977年にはハーバート・ロス監督作品『愛と喝采の日々』の音楽を担当した。また、無声映画の伴奏音楽として、D・W・グリフィス監督の『國民の創生』（1915年）、ジョン・フォード監督の『アイアン・ホース』（en:The Iron Horse (film)、1924年）の2作を手掛けている。
ランチベリーはバレエ指揮者として評価が高く、編曲者としても優れていた。バレエ音楽の録音にも取り組み、ウィーン交響楽団との『白鳥の湖』（ヌレエフ演出版による同名映画のサウンド・トラック盤）やフィルハーモニア管弦楽団との『白鳥の湖』、『眠れる森の美女』、『くるみ割り人形』などを指揮した。
私生活においては、オーストラリア出身でサドラーズ・ウェルズ・バレエ団のプリンシパルを務めていたバレエダンサー、エレイン・ファイフィールド（Elaine Fifield、1930年10月28日 - 1999年5月11日）と結婚して1女を儲けたが、1960年に離婚した。1991年には大英帝国勲章を授与された。その後2002年にオーストラリアの市民権を取得し、メルボルンに定住した。彼はその地で2003年2月27日に死去している。

## 主な作品
| 年   | 作品名                                             | 原作曲者                                           | 備考                                                                             |
| ---- | -------------------------------------------------- | -------------------------------------------------- | -------------------------------------------------------------------------------- |
| 1955 | 小鳥の家（House of Birds）                         | フェデリコ・モンポウ                               | ケネス・マクミラン振付（ロイヤル・バレエ団）                                     |
| 1960 | ラ・フィユ・マル・ガルデ                           | フェルディナン・エロルド他                         | フレデリック・アシュトン振付（ロイヤル・バレエ団）                               |
| 1964 | ザ・ドリーム                                       | フェリックス・メンデルスゾーン                     | フレデリック・アシュトン振付（ロイヤル・バレエ団）                               |
| 1966 | モノトーンズ                                       | エリック・サティ                                   | フレデリック・アシュトン振付（ロイヤル・バレエ団）                               |
| 1966 | ドン・キホーテ                                     | レオン・ミンクス                                   | ルドルフ・ヌレエフ振付（オーストラリア・バレエ団）                               |
| 1970 | プロメテウスの創造物                               | ルートヴィヒ・ヴァン・ベートーヴェン               | フレデリック・アシュトン振付（ロイヤル・バレエ団）                               |
| 1971 | The Tales of Beatrix Potter                        | マイケル・ウィリアム・バルフ、アーサー・サリヴァン | フレデリック・アシュトン振付（バレエ映画）                                       |
| 1972 | ホフマン物語                                       | ジャック・オッフェンバック                         | ピーター・ダレル振付（スコティッシュ・バレエ団）                                 |
| 1975 | メリー・ウィドウ                                   | フランツ・レハール                                 | ロナルド・ハインド振付（オーストラリア・バレエ団）                               |
| 1976 | 田園の出来事（en:A Month in the Country (ballet)） | フレデリック・ショパン                             | フレデリック・アシュトン振付（ロイヤル・バレエ団）                               |
| 1977 | 愛と喝采の日々（映画音楽）                         | -                                                  | ハーバート・ロス監督                                                             |
| 1978 | うたかたの恋（マイヤリング）                       | フランツ・リスト                                   | ケネス・マクミラン振付（ロイヤル・バレエ団）                                     |
| 1980 | ラ・バヤデール                                     | レオン・ミンクス                                   | ナタリア・マカロワ振付（アメリカン・バレエシアター）                             |
| 1988 | ノートルダム・ド・パリ                             | エクトール・ベルリオーズ                           | ロナルド・ハインド振付（ヒューストン・バレエ団）                                 |
| 1991 | ラ・バヤデール                                     | レオン・ミンクス                                   | ルドルフ・ヌレエフ振付（パリ・オペラ座バレエ団）                                 |
| 1997 | ドラキュラ                                         | フランツ・リスト                                   | ベン・スティーブンソン振付（ヒューストン・バレエ団）                             |
| 1998 | 雪娘                                               | ピョートル・チャイコフスキー                       | ベン・スティーブンソン振付（ヒューストン・バレエ団とアメリカン・バレエシアター） |
| 2000 | ラ・バヤデール                                     | レオン・ミンクス                                   | 牧阿佐美振付（新国立劇場バレエ団）                                               |